# ポール・ヴェキアリ
ポール・ヴェキアリ（Paul Vecchiali、1930年4月28日 - 2023年1月18日）は、フランスのシネアスト（映画監督、脚本家）である。

## 来歴
1930年4月28日、コルス＝デュ＝シュド県、つまりコルシカ島南部の アジャクシオで生まれ、幼少期をヴァール県トゥーロンで過ごす。家族は、占領下での対ナチ協力（Collaboration）を疑われ、戦後この町を出た。
1953年、パリの理工科学校を卒業し、1950年代は『ラ・ルヴュ・デュ・シネマ』と『カイエ・デュ・シネマ』誌の批評家として過ごした。
1961年、31歳のとき、ドニ・エプスタンと共同で脚本を書き、長編映画『Les Petits Drames』を発表する。無声映画だったが、憧れの女優ダニエル・ダリューを出演させることに成功した。数本の習作短編を経て、1965年、35歳のときに、『Les Ruses du diable（悪魔の詭計）』で商業映画デビューを果たした。
1970年代に「ユニテ・トロワ」社と「ディアゴナール」社の2つの製作会社を設立。とくに後者は、ヴェキアリの作品を安定的に供給することに貢献した。また1970年代後半からは、ジャン＝クロード・ビエット、ジャン＝クロード・ギゲ、マリー＝クロード・トレユ、ノエル・シムソロ、クローディーヌ・ボリといった映画監督をつぎつぎとデビューさせた。彼らはだれもが、ヴェキアリ作品で共同脚本家や、助監督、製作主任などを数本経験し、だれもがかならずヴェキアリの作品に出演した。そして、彼らをも含めた「ヴェキアリ組」と呼ぶべき俳優たちが多数存在し、「ディアゴナール」社はさながらひとつの劇団か学校のようである。
フランスでは揺るがざる地位を築き、いまも果敢に新作に取り組んでいる巨匠ヴェキアリだが、日本では商業公開は現状『薔薇のようなローザ』（1985年）の1作のみ、『どうか温かいお気持ちを』（2004年）はわずかに紹介されたのみ。いまだ知られざる「カイエ派」の作家である。
2023年1月18日、死去。92歳没。

## 人物
- ジャン・ユスターシュ監督の初期作品をプロデュースし、ジャック・ドゥミ監督と交友を結び、そのアイドルだったダニエル・ダリューを演出した。
- 女優フランソワーズ・ルブランは、たびたびヴェキアリ作品に出演したが、元恋人のその後についてのディプティク（二部作）『Trous de mémoire（記憶の穴）』（1984年）とその続編『À vot' bon cœur』（2004年）である。
- ヴェキアリ作品は1930年代のフランス映画にインスパイアされており、それは実験映画タッチ（ヴェキアリ自身は「研究 recherche」という表現を好む）と、自伝映画タッチをともなっている。
- ヴェキアリは、諸感情の、空間の、機動性のシネアストである。発明の、サプライズの、矛盾の。彼とともに「弁証法」の語はそのすべての意味をとり、つまりは美学と道徳である。彼はエイズのテーマに接近した。同性愛、バイセクシャル、ノン・セクシャルのテーマ - 死の痛み、宗教、情熱＝受難。すべてがポール・ヴェキアリではテーマとなり、この30年間でもっとも発明的なフランスのシネアストのひとりである。同様に、そしてとりわけ、このシネアストの仕事のずばぬけた力に注目すべきであり、同様に、プロデューサーであり、文筆家であり、発見者であり、発明家である[3]。

## フィルモグラフィー
※重複は避けた。

### 監督
- Les Petits Drames　1961年　監督・脚本　共同脚本ドニ・エプスタン、出演ニコル・クールセル、ミシェル・ピコリ、ダニエル・ダリュー（カメオ出演）

- Les Roses de la vie　短編　1962年　監督・脚本　共同脚本ドニ・エプスタン[4]、撮影ジョルジュ・ストゥルーヴェ、助監督・出演ジャン・ユスターシュ、出演ジェルメーヌ・ド・フランス、ソニア・サヴィアンジュ　製作レ・フィルム・ロジェ・レーナルト

- Le Récit de Rebecca　短編　1964年　監督・脚本　撮影アンリ・アルカン、出演ジャン＝ピエール・ボンフー

- Les Ruses du diable（悪魔の詭計）　1965年　監督・脚本　共同脚本ドニ・エプスタン、製作セシル・クレルヴァル、撮影ジョルジュ・ランディ、出演ジュヌヴィエーヴ・テニエ、ジャン＝クロード・ドルオー、ジェルメーヌ・ド・フランス、ソニア・サヴィアンジュ

- Les Premières vacances　短編　1967年　監督・脚本

- L'Étrangleur（絞殺者）　1970年　監督・脚本　製作・主演ジャック・ペラン、撮影ジョルジュ・ストゥルーヴェ、音楽ロラン・ヴァンサン、出演ニコル・クールセル、ソニア・サヴィアンジュ　マリアンヌ・プロデュクシオン、レガーヌ・フィルム、ユニテ・トロワの共同製作

- Les Jonquilles　短編　1972年　監督・脚本　共同脚本ノエル・シムソロ、撮影ジョルジュ・ストゥルーヴェ、音楽ロラン・ヴァンサン、出演リザ・ブラコニエ、ミシェル・ドライユ

- Femmes femmes（女たち、女たち）　1974年　監督・脚本・製作　共同脚本・出演ノエル・シムソロ、撮影ジョルジュ・ストゥルーヴェ、音楽ロラン・ヴァンサン、出演エレーヌ・シュルジェール、ソニア・サヴィアンジュ、ミシェル・ドライユ、リザ・ブラコニエ、ジャン＝クロード・ギゲ　製作ユニテ・トロワ

- Change pas de main (demain)　1975年　監督・脚本　共同脚本・出演ノエル・シムソロ、撮影ジョルジュ・ストゥルーヴェ、音楽ロラン・ヴァンサン、出演クローディーヌ・ベッカリー、ジャン＝クリストフ・ブーヴェ、リザ・ブラコニエ、ミシェル・ドライユ、ハワード・ヴァーノン

- La Machine（機械）　1977年　監督・脚本・製作・出演　共同脚本・主演ジャン＝クリストフ・ブーヴェ、音楽ロラン・ヴァンサン、助監督ジェラール・フロ＝クータス、出演ソニア・サヴィアンジュ、ミシェル・ドライユ、ジェラール・ブラン、ジャン＝クロード・ビエット、ジャン＝クロード・ギゲ、ノエル・シムソロ、ジャン＝フランソワ・ステヴナン、マリー＝クロード・トレユ　製作ディアゴナール

- Maladie（病気）　1978年　監督・脚本・編集・主演　撮影ジョルジュ・ストゥルーヴェ、音楽ロラン・ヴァンサン　製作ディアゴナール

- Corps à cœur　1978年　監督・脚本・編集　共同脚本マルティーヌ・マクロン　撮影ジョルジュ・ストゥルーヴェ、音楽ロラン・ヴァンサン、助監督ジェラール・フロ＝クータス、助監督・出演マリー＝クロード・トレユ、出演エレーヌ・シュルジェール、ニコラ・シルベール、ベアトリス・ブリュノ、リザ・ブラコニエ、ソニア・サヴィアンジュ、ミシェル・ドライユ　製作ディアゴナール

- C'est la vie !　1980年　監督・脚本　製作セシル・クレヴァル、撮影ジョルジュ・ストゥルーヴェ、音楽ロラン・ヴァンサン、製作主任ドニ・エプスタン、助監督ジェラール・フロ＝クータス、マリー＝クロード・トレユ、出演シャンタル・デルソー、エレーヌ・シュルジェール、ジャン＝クリストフ・ブーヴェ、リザ・ブラコニエ、ミシェル・ドライユ、ベアトリス・ブリュノ、アングリッド・ブルゴワン　製作ディアゴナール

- L'Archipel des amours　オムニバス　Masculins singuliersの話　1983年　監督・脚本・編集　撮影ジョルジュ・ストゥルーヴェ、音楽ロラン・ヴァンサン、出演ジャン＝クリストフ・ブーヴェ、ジャン＝ルイ・ロラン　参加監督ジャン＝クロード・ビエット、セシル・クレヴァル、ジャック・ダヴィラ、ミシェル・ドライユ、ジャック・フルネー、ジェラール・フロ＝クータス、ジャン＝クロード・ギゲ、マリー＝クロード・トレユ　製作ディアゴナール

- En haut des marches　1983年　監督・脚本・編集・出演　共同脚本・製作主任セシル・クレヴァル、共同脚本・出演フランソワーズ・ルブラン、ジェラール・フロ＝クータス、撮影ジョルジュ・ストゥルーヴェ、音楽ロラン・ヴァンサン、出演ダニエル・ダリュー、エレーヌ・シュルジェール、ニコラ・シルベール、ソニア・サヴィアンジュ、ミシェル・ドライユ、ジャン＝クロード・ギゲ、ベアトリス・ブリュノ、ジャン＝クロード・ビエット、ジャン＝クリストフ・ブーヴェ　製作ディアゴナール

- Coeur de hareng　テレビシリーズSérie noire　1984年　監督・脚本　製作ピエール・グランブラ、音楽ロラン・ヴァンサン、出演エレーヌ・シュルジェール、アヌーク・フェルジャック、ニコラ・シルベール、ミシェル・ドライユ、ヴィクトル・ラヌー　アムステル・プロデュクション、RTL、ラジオテレヴィジオーネ・イタリアーナ、TF1、テレヴィジオン・スイス＝ロマンド（TSR）

- Trous de mémoire（記憶の穴）　1984年　監督・脚本・出演

- 薔薇のようなローザ Rosa La Rose, fille publique　1985年　監督・脚本・編集　製作ピエール・ブロ、撮影レナート・ベルタ、ジョルジュ・ストゥルーヴェ、音楽ロラン・ヴァンサン、製作主任クローディーヌ・ボリ、出演マリアンヌ・バスレール、ジャン・ソレル、ピエール・コッソ、ピエール・ウードレイ、ジャン＝ルイ・ロラン、ノエル・シムソロ、マリー＝クロード・トレユ、レジーヌ・ベネデッティ　ディアゴナール、ペリフェリ・プロデュクシオン、ステファン・フィルムの共同製作

- À titre posthume　テレビ映画　1986年　監督　脚本クリスチャン・ゼルビブ、音楽ロラン・ヴァンサン、出演マリアンヌ・バスレール、ミシェル・ドライユ、レジーヌ・ベネデッティ

- Avec sentiment　短編　1987年　監督・脚本　音楽ロラン・ヴァンサン、音楽・主演カトリーヌ・ベッケル、出演パタシュー　製作アルシバルト・フィルム

- Encore / Once more（もう一度）　1987年　監督・脚本・編集　撮影ジョルジュ・ストゥルーヴェ、音楽ロラン・ヴァンサン、出演ジャン＝ルイ・ロラン、フロランス・ジョルジェッティ、パスカル・ロカール、ニコラ・シルベール、カトリーヌ・ベッケル

- Le Café des Jules（ル・カフェ・デ・ジュール）　1988年　監督・製作・編集　脚本・主演ジャック・ノロ、撮影ジョルジュ・ストゥルーヴェ、音楽ロラン・ヴァンサン、出演ブリジット・ロユアン

- Les Jurés de l'ombre　テレビシリーズ（7話、52分）　1989年　監督　脚本パトリック・ユタン、出演アドリエンヌ・ボネ、ジャン＝クリストフ・ブーヴェ、ミシェル・ドライユ、ニコラ・シルベール

- Le Front dans les nuages　テレビ映画　1989年　監督・脚本　原作アンリ・トロワイヤ、共同脚本ピエール・ユイッテルヘーヴェン、出演ダニエル・ダリュー、アニー・ジラルド、ブリュノ・ドヴォルデール、カトリーヌ・ベッケル

- Fugue en sol mineur　1993年　監督・脚本　撮影ジョルジュ・ストゥルーヴェ、音楽ロラン・ヴァンサン、共同脚本・主演フランソワーズ・ルブラン、出演シャンタル・デルソー、ミシェル・ドライユ

- De sueur et de sang / Wonderboy（汗と血/ワンダーボーイ）　1993年　監督・脚本・編集　製作フィリップ・B・ゴールドファイン、撮影ジョルジュ・ストゥルーヴェ、音楽ロラン・ヴァンサン、出演ファビエンヌ・バーブ、サム・ジョブ、ニコラ・シルベール、ベアトリス・ブリュノ

- Zone franche（免税地域）　1996年

- L'@mour est à réinventer（アイは再発明される）テレビシリーズ　Les Larmes du sida（エイズの涙）の話　1996年　撮影フィリップ・ボティリョーヌ、音楽ロラン・ヴァンサン、出演ソフィ・ベラングイエ、ジャン＝ミシェル・モンロック

- どうか温かいお気持ちを À vot' bon cœur　2004年　監督・脚本・編集・出演　製作ジャック・ル・グルー、撮影フィリップ・ボティリョーヌ、音楽ロラン・ヴァンサン、出演カトリーヌ・ラシャン、レジーヌ・ベネデッティ、エレーヌ・シュルジェール、ベアトリス・ブリュノ、フランソワーズ・ルブラン、ニコラ・シルベール、ノエル・シムソロ、ジャン＝クリストフ・ブーヴェ、ミシェル・ドライユ、マリー＝クロード・トレユ、エリック・ロジエ、ファビエンヌ・バーブ、サム・ジョブ、シャンタル・デルソー、アングリッド・ブルゴワン　製作JLAオーディオヴィジュエル

- Et + si @ff　2004年　監督・脚本　出演アントワーヌ・ミシェル、フレデリック・ノルベール、イヴ・レジャッス

- Dis-moi　2004年　短編　監督・脚本・編集・出演　共同脚本・主演イヴ・レジャッス、撮影フィリップ・ボティリョーヌ、助監督エリック・ロジエ、出演メディ・アシェミ、ベアトリス・ブリュノ、フレデリック・ノルベール

- 儀式 La Ceremonie 2013年 短編 監督・脚本 ※ 広島国際映画祭2016 審査員特別賞受賞 [5]

### 脚本
- Nick Carter et le trèfle rouge（ニック・カーターと赤のクローバー）　1965年　監督・脚本ジャン＝ポール・サヴィニャック、原作クロード・ランク、撮影クロード・ボーソレイユ、製作主任フィリップ・デュサール、助監督クロード・ミレール、出演エディ・コンスタンティーヌ、ジョー・ダッサン、グラッツィラ・ガルヴァーニ　仏伊合作　製作ショミアーヌ、フィルムステュディオ、パルク・フィルム

### プロデューサー
- Le Théâtre des matières　1977年　製作総指揮　監督・脚本ジャン＝クロード・ビエット（長編デビュー作）、撮影ジョルジュ・ストゥルーヴェ、出演ソニア・サヴィアンジュ、ハワード・ヴァーノン、ジャン＝クリストフ・ブーヴェ、リザ・ブラコニエ、ミシェル・ドライユ、ブノワ・ジャコー、ジャン＝クロード・ギゲ、ノエル・シムソロ、フレデリック・ノルベール　製作ディアゴナール

- Les Belles manières　1979年　プロデューサー・編集　監督・脚本ジャン＝クロード・ギゲ（初監督・長編デビュー作）、共同脚本・助監督ジェラール・フロ＝クータス、撮影ジョルジュ・ストゥルーヴェ、スクリプター見習マルティーヌ・マクロン、出演エレーヌ・シュルジェール、エマニュエル・ルモワーヌ、マルティーヌ・シモネ、ニコラ・シルベール、マリー＝クロード・トレユ、シャンタル・デルソー、ハワード・ヴァーノン、ソニア・サヴィアンジュ、アングリッド・ブルゴワン　製作ディアゴナール

- Simone Barbès ou la vertu　1980年　プロデューサー・編集　監督・脚本マリー＝クロード・トレユ（初監督・長編デビュー作）、共同脚本・出演ミシェル・ドライユ、共同プロデューサー:セシル・クレルヴァル、撮影ジャン＝イヴ・エスコフィエ、助監督ジェラール・フロ＝クータス、出演アングリッド・ブルゴワン、マルティーヌ・シモネ、ソニア・サヴィアンジュ、ノエル・シムソロ、ピエール・ブロ、パスカル・ボニゼール、レイモン・ルフェーヴル　製作ディアゴナール

- Cauchemar　1980年　プロデューサー　監督・脚本ノエル・シムソロ（長編デビュー作）、撮影ラモン・F・スアレス、音楽・出演リノ・レオナルディ、製作主任セシル・クレルヴァル、出演エレーヌ・シュルジェール、ベアトリス・ブリュノ、ピエール・クレマンティ、シャンタル・デルソー　製作ディアゴナール

- La Fille du magicien（マジシャンの娘）　1990年　プロデューサー・編集　監督・脚本クローディーヌ・ボリ（長編デビュー作）、共同プロデューサージャン＝ベルナール・フトゥー、撮影ジャン・モンシニ、音楽ロラン・ヴァンサン、カトリーヌ・ベッケル、出演アヌーク・グランベール、パトリック・レーナル、ジャン＝ポール・ルシヨン、エレーヌ・シュルジェール　ディアゴナールがほか数社と共同製作

### 出演
- Désormais　短編　1965年　監督・脚本ドニ・エプスタン、撮影マルク・ローガ、ジョルジュ・ランディ、出演マルク・ミシェル、マルティーヌ・ルドン

- 幸福 Le Bonheur　1965年　監督・脚本アニエス・ヴァルダ、製作マグ・ボダール、撮影ジャン・ラビエ、クロード・ボーソレイユ、製作主任フィリップ・デュサール、ミシェル・クロケ、撮影助手クロード・ジディ、助監督ジャン＝ポール・サヴィニャック　製作パルク・フィルム

## 備考
2005年、エマニュエル・ヴェルニエール監督が『対角線（ディアゴナール）のかかったポール・ヴェキアリ Paul Vecchiali en diagonales』と題されたドキュメンタリーを演出した。